# پیتر کراوچ
پیتر جیمز کراوچ (انگلیسی: Peter James Crouch؛ زادهٔ ۳۰ ژانویهٔ ۱۹۸۱) بازیکن فوتبال سابق اهل انگلستان است.
وی در تیم‌های ساوت‌همپتون، تاتنهام، لیورپول، پورتس‌موث، استون ویلا و استوک سیتی بازی کرد و ۴۲ بازی ملی هم برای تیم ملی فوتبال انگلستان انجام داد .
او در ژوئیه ۲۰۱۹ از دنیای فوتبال خداحافظی کرد. او علاوه بر بازی در سطح اول فوتبال باشگاهی انگلستان برای حدود بیست سال حدفاصل سال‌های ۲۰۰۵ تا ۲۰۱۰ توانست ۴۲ بازی ملی برای تیم ملی انگلستان انجام داده و ۲۲ گل نیز به ثمر برساند. کراوچ با ۵۳ گل رکورددار بیشترین تعداد گل زده با ضربه سر در تاریخ لیگ برتر انگلستان است.